# نيل وود
نيل وود (بالإنجليزية: Neil Wood)‏ (4 يناير 1983 بمانشستر في المملكة المتحدة - ) هو لاعب كرة قدم بريطاني في مركز الوسط. لعب مع أولدهام أثلتيك ورويال أنتويرب وكوفنتري سيتي ومانشستر يونايتد ونادي بلاكبول ونادي بيرنلي ونادي جيلييزنيتشار ساراييفو ونادي بيتربورو يونايتد ونادي أثرستون تاون وBolehall Swifts F.C. ‏.

## وصلات خارجية
- نيل وود على موقع قاعدة بيانات كرة القدم.إي يو (الإنجليزية)
- نيل وود على موقع Soccerbase.com (لاعب) (الإنجليزية)